# Јожеф Хада
Јожеф Хада (мађ. Háda József; Будимпешта, 2. март 1911 — Будимпешта, 11. јануар 1994) био је мађарски фудбалски голман који је играо за Мађарску на светским првенствима 1934. и 1938. године. Играо је за Ференцварош.